# Palacio Dolfin Manin
El palacio Delfín Manin es un edificio histórico italiano ubicado en el sestiere de San Marco de Venecia junto al Gran Canal, próximo al puente de Rialto y al palacio Bembo. Es una obra del siglo XVI de Jacopo Sansovino, profundamente modificada en el XVIII por Giannantonio Selva. En la actualidad es la sede veneciana de la Banca d'Italia.

## Historia
El palacio Delfín Manin fue construido en el siglo XVI cuando la noble familia Dolfin, de los llamado Longhi de Venecia, decidió renovar las antiguas casas medievales (de arquitectura gótica-bizantina) que les habían pertenecido desde el medievo temprano. Así, a partir de dos edificios de la época medieval se alzó la nueva edificación. Quien comandó el proyecto fue el Podestá de Verona, don Juan Delfín.
Para la construcción, iniciada en 1536, se gastaron treinta mil ducados, cifra muy elevada en la época, en un edificio ideado según los criterios de la nueva arquitectura renacentista, pues era necesario dar impronta de absoluta majestuosidad y modernidad. Como parte del palacio se construyó un hermoso teatro que sirvió de lugar de recreo para la aristocracia veneciana y acoge importantes frescos de Giambattista Tiepolo.
A partir de 1801, el palacio Delfín se convirtió en la residencia de la familia Manin, a la cual pertenecía el dogo Ludovico Manin, por voluntad del cual el palacio sufrió importantes modificaciones y reconstrucciones internas. Para estas modificaciones fue requerida la mano de Gian Antonio Selva, que eliminó el patio interior, las tiendas o bottegas que había en los soportales y sustituyó la escalinata de acceso por otra más suntuosa de acuerdo al estilo de la arquitectura neoclásica. Selva tenía previsto rehacer la fachada, pero la presión pública de la época, que estaba en contra de la destrucción de la elegante obra de Sansovino, le hizo abandonar la idea.
Manin, de origen friulano, fue el último dogo de la república de Venecia. Era poseedor de una impresionante fortuna acompañada de un carácter débil e indeciso. Por ello, no supo oponerse al ultimátum de Napoleón, y el 12 de mayo de 1797 aceptó la caída de la república de Venecia ante el ejército francés que tomaba la ciudad 4 días después. Luego de ese triste evento, Manin vivió los últimos cinco años de su vida recluido en el palacio, alejado de todos y despreciado por el pueblo, que nunca aprobó su gesto de derrota.
El palacio permaneció en manos de la familia Manin hasta fines de 1867, cuando lo cedió a la Banca Nacional del Reino. Ahora es la sede veneciana de la Banca d'Italia. Entre 1968 y 1971 se realizaron varias reformas. La última restauración se concluyó a finales de 2002.

## Descripción

### Exterior
La fachada fue realizada en los años 1538-1547 por el arquitecto Jacopo Sansovino (autor del palacio Corner Spinelli, también en el Gran Canal), y se caracteriza por el blanco de la piedra de Istria y por sus amplios arcos de medio punto.
El pórtico de la planta baja consta de seis arcos, entre los que hay siete pilares de estilo dórico que sirven de base para las columnas jónicas del segundo piso y las correspondientes corintias del tercero, siguiendo el sistema clásico de superposición de los diferentes órdenes arquitectónicos consagrado en el renacimiento italiano. 
Las dos plantas superiores ofrecen ventanales de medio punto con balaustradas, con cuatro ventanas sobre los dos arcos centrales de la planta baja que señalan la situación de los salones. Las esquinas están rematadas por pilastras de refuerzo.
Una gran cornisa que descansa sobre modillones cierra la fachada por arriba.

### Interior
Los interiores, de gran valor artístico, son obra de Giambattista Tiepolo, que probablemente los realizó entre los años 1725-1730, o ya en la década de 1740, con motivo del matrimonio de Ludovico Manin con Elisabetta Grimani.
El palacio tiene un patio, modificado en varias ocasiones, con una escalera que conducía otrora a los pisos superiores.

## Galería de imágenes

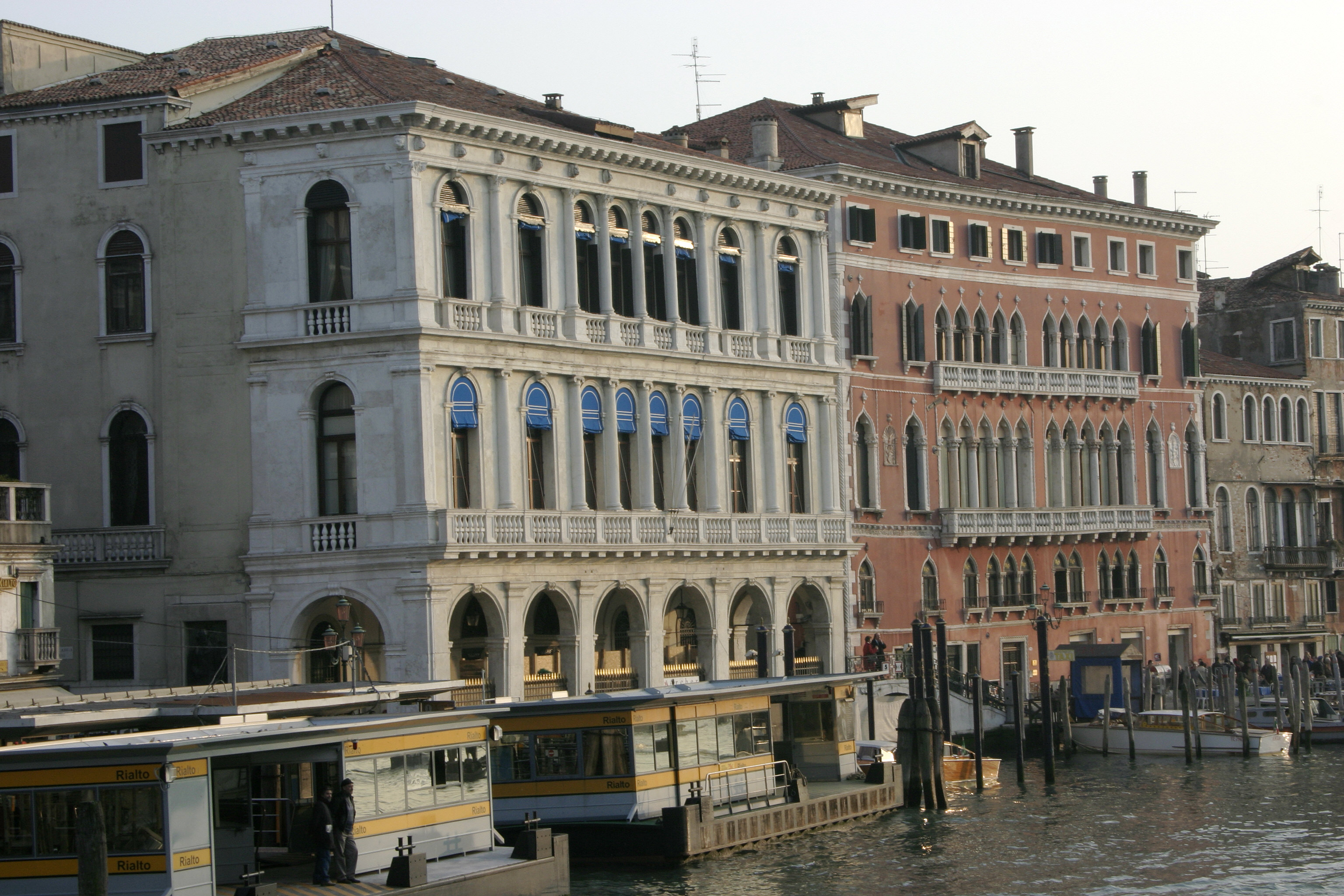
Vista de los palacios Dolfin Manin  y Bembo.
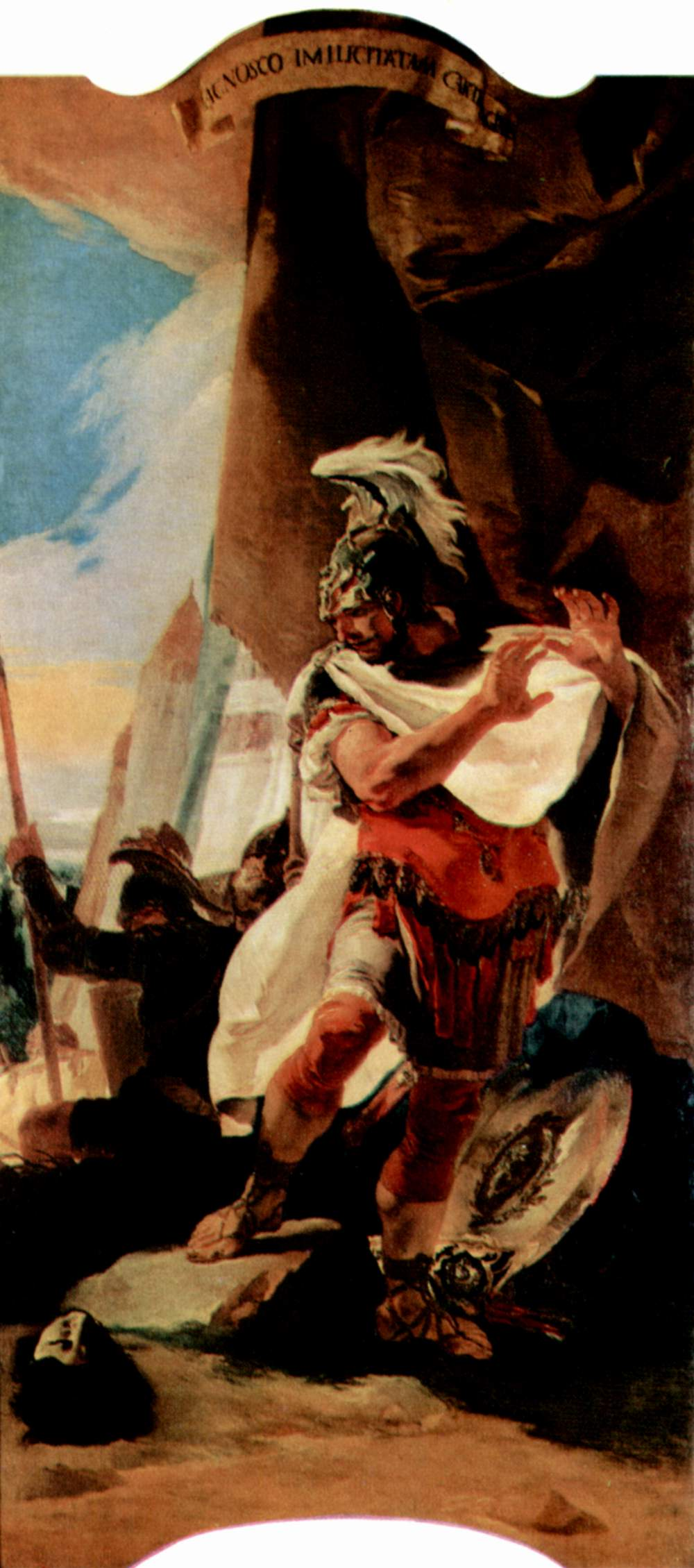
Interior, fresco de Tiepolo.
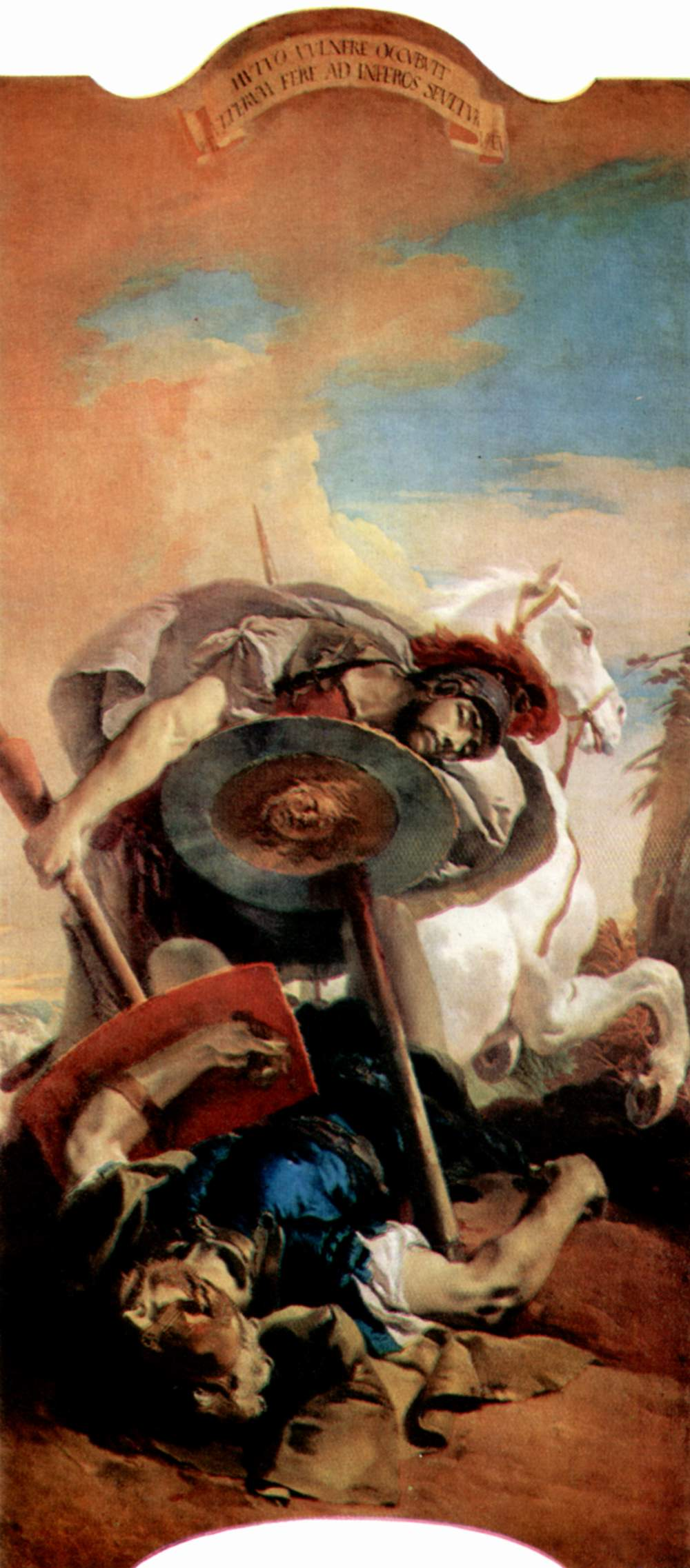
Interior, fresco de Tiepolo.